# Labastidette
Labastidette är en kommun i departementet Haute-Garonne i regionen Occitanien i södra Frankrike. Kommunen ligger i kantonen Muret som tillhör arrondissementet Muret. År 2022 hade Labastidette 2 946 invånare.

## Befolkningsutveckling
Antalet invånare i kommunen Labastidette
Referens:INSEE